# NGC 605
NGC 605 (również PGC 5891 lub UGC 1128) – galaktyka soczewkowata (S0), znajdująca się w gwiazdozbiorze Andromedy. Odkrył ją Édouard Jean-Marie Stephan 21 października 1881 roku.